# Campeonato Carioca de Futebol Feminino de 2022
O Campeonato Carioca de Futebol Feminino de 2022 foi a 31ª edição da divisão principal do campeonato estadual de futebol feminino do Rio de Janeiro. A competição foi organizada pela Federação de Futebol do Estado do Rio de Janeiro (FERJ) e teve o Botafogo como campeão. 

## Formato e participantes
Em sua 31.ª edição, o principal campeonato do estado foi disputado em quatro fases, sendo uma em formato de pontos corridos e três eliminatórias.
Na primeira fase, os participantes foram divididos em grupos, pelos quais os integrantes enfrentaram os adversários da outra chave em jogos de turno único. Ao término da fase inicial, os oito melhores colocados na classificação geral se classificaram.
Nas quartas de final, quatro embates eliminatórios foram formados de acordo com o cruzamento olímpico. Essa fase foi disputada em jogo único. As semifinais e final foram realizadas em partidas de ida e volta.
Devido ao não comparecimento nas duas primeiras rodadas contra o Flamengo e o Vasco da Gama, o Barcelona-RJ foi excluído do certame, assim o clube teve todos seus jogos cancelados e aplicados walkover (3—0).
Os treze participantes foram:
| Equipe          | Cidade          | Estádio                                                        | Títulos                                             | Ref.  |
| --------------- | --------------- | -------------------------------------------------------------- | --------------------------------------------------- | ----- |
| America         | Rio de Janeiro  | Giulite Coutinho                                               | —                                                   | [ 6 ] |
| Botafogo        | Rio de Janeiro  | Caio Martins                                                   | 2 (2014 e 2020)                                     | [ 6 ] |
| Brasileirinho   | Rio de Janeiro  | Leônidas da Silva                                              | —                                                   | [ 6 ] |
| Cabofriense     | Cabo Frio       | Alair Corrêa                                                   | —                                                   | [ 6 ] |
| Duque de Caxias | Duque de Caxias | Romário de Souza Faria                                         | 1 (2011)                                            | [ 6 ] |
| Flamengo        | Rio de Janeiro  | Gávea                                                          | 6 (2015, 2016, 2017, 2018, 2019 e 2021)             | [ 6 ] |
| Fluminense      | Rio de Janeiro  | Laranjeiras (clássicos) CT Vale das Laranjeiras (demais jogos) | —                                                   | [ 6 ] |
| Pérolas Negras  | Resende         | Trabalhador                                                    | —                                                   | [ 6 ] |
| Portuguesa-RJ   | Rio de Janeiro  | Luso-Brasileiro                                                | —                                                   | [ 6 ] |
| Rio de Janeiro  | Rio de Janeiro  | Telê Santana                                                   | —                                                   | [ 6 ] |
| Rio São Paulo   | Rio de Janeiro  | Flávio Teixeira                                                | —                                                   | [ 6 ] |
| Serra Macaense  | Macaé           | Moacyr de Azevedo                                              | —                                                   | [ 6 ] |
| Vasco da Gama   | Rio de Janeiro  | Nivaldo Pereira (clássicos) CT Artsul (demais jogos)           | 8 (1996, 1997, 1998, 1999, 2000, 2010, 2012 e 2013) | [ 6 ] |

## Resultados
Os resultados das partidas da competição estão apresentados nos chaveamentos abaixo. A primeira fase foi disputada por pontos corridos.
Os critérios de desempates, em caso de igualdades:
1. Número de vitórias
2. Saldo de gols
3. Número de gols marcados
4. Confronto direto
5. Número de cartões vermelhos e amarelos recebidos
6. Srteio

Para as partidas que terminarem empatadas ao final do tempo regulamentar, será atribuído um ponto para cada equipe e mais um para o clube vencedor da disputa de pênaltis, não sendo considerada como vitória.
Por outro lado, as fases eliminatórias consistiram de partidas de ida e volta, as equipes mandantes da primeira partida estão destacadas em itálico e as vencedoras do confronto, em negrito. Conforme preestabelecido no regulamento, o resultado agregado das duas partidas definiu quem avançou à final.

### Primeira fase (Taça Guanabara)

#### Grupos
| Grupo A                                                                                               | Grupo B                                                                                                  |
| --- | --- |
| - Barcelona-RJ - Botafogo - Brasileirinho - Cabofriense - Fluminense - Rio São Paulo - Serra Macaense | - America - Duque de Caxias - Flamengo - Pérolas Negras - Portuguesa-RJ - Rio de Janeiro - Vasco da Gama |

#### Classificação geral
| Pos | Equipes         | Pts | J | V | E | D | GP | GC  | SG   |
| --- | --------------- | --- | - | - | - | - | -- | --- | ---- |
| 1   | Flamengo        | 21  | 7 | 7 | 0 | 0 | 95 | 1   | +94  |
| 2   | Botafogo        | 18  | 7 | 6 | 0 | 1 | 29 | 3   | +26  |
| 3   | Vasco da Gama   | 17  | 7 | 5 | 1 | 1 | 45 | 4   | +41  |
| 4   | Fluminense      | 16  | 7 | 5 | 1 | 1 | 33 | 4   | +29  |
| 5   | Pérolas Negras  | 15  | 7 | 5 | 0 | 2 | 33 | 5   | +28  |
| 6   | Rio de Janeiro  | 15  | 7 | 5 | 0 | 2 | 24 | 8   | +16  |
| 7   | Duque de Caxias | 11  | 7 | 3 | 2 | 2 | 29 | 17  | +12  |
| 8   | America         | 11  | 7 | 3 | 1 | 3 | 23 | 16  | +7   |
| 9   | Portuguesa-RJ   | 9   | 7 | 3 | 0 | 4 | 15 | 20  | –5   |
| 10  | Serra Macaense  | 8   | 7 | 2 | 1 | 4 | 5  | 19  | –14  |
| 11  | Cabofriense     | 6   | 7 | 1 | 2 | 4 | 4  | 27  | –23  |
| 12  | Rio São Paulo   | 0   | 7 | 0 | 0 | 7 | 0  | 85  | –85  |
| 13  | Brasileirinho   | 0   | 7 | 0 | 0 | 7 | 0  | 105 | –105 |
| 14  | Barcelona-RJ    | 0   | 7 | 0 | 0 | 7 | 0  | 21  | –21  |

Fonte: 

### Fase final
|  | Quartas de final | Quartas de final |   |               | Semifinais         | Semifinais         | Semifinais         | Semifinais         |  |          | Final                         | Final                         | Final                         | Final                         |  |  |
|  | 8 e 9 de outubro | 8 e 9 de outubro |   |               | 16 a 23 de outubro | 16 a 23 de outubro | 16 a 23 de outubro | 16 a 23 de outubro |  |          | 29 de outubro e 5 de novembro | 29 de outubro e 5 de novembro | 29 de outubro e 5 de novembro | 29 de outubro e 5 de novembro |  |  |
|  |                  |                  |   |               |                    |                    |                    |                    |  |          |                               |                               |                               |                               |  |  |
|  | Fluminense       | 5                |   |               |                    |                    |                    |                    |  |          |                               |                               |                               |                               |  |  |
|  | Pérolas Negras   | 0                |   |               |                    |                    |                    |                    |  |          |                               |                               |                               |                               |  |  |
|  | Pérolas Negras   | 0                |   | Fluminense    | 2                  | 0                  | 2                  |                    |  |          |                               |                               |                               |                               |  |  |
|  |                  |                  |   | Fluminense    | 2                  | 0                  | 2                  |                    |  |          |                               |                               |                               |                               |  |  |
|  |                  | Botafogo         | 0 | 4             | 4                  |                    |                    |                    |  |          |                               |                               |                               |                               |  |  |
|  | Botafogo         | Botafogo         | 0 | 4             | 4                  | 4                  |                    |                    |  |          |                               |                               |                               |                               |  |  |
|  | Botafogo         |                  |   |               |                    | 4                  |                    |                    |  |          |                               |                               |                               |                               |  |  |
|  | Duque de Caxias  | 0                |   |               |                    |                    |                    |                    |  |          |                               |                               |                               |                               |  |  |
|  | Duque de Caxias  | 0                |   |               |                    |                    |                    |                    |  | Botafogo | 3                             | 2                             | 5                             |                               |  |  |
|  |                  |                  |   |               |                    |                    |                    |                    |  | Botafogo | 3                             | 2                             | 5                             |                               |  |  |
|  |                  | Flamengo         | 1 | 0             | 1                  |                    |                    |                    |  |          |                               |                               |                               |                               |  |  |
|  | Vasco da Gama    | Flamengo         | 1 | 0             | 1                  | 3                  |                    |                    |  |          |                               |                               |                               |                               |  |  |
|  | Vasco da Gama    |                  |   |               |                    | 3                  |                    |                    |  |          |                               |                               |                               |                               |  |  |
|  | Rio de Janeiro   | 0                |   |               |                    |                    |                    |                    |  |          |                               |                               |                               |                               |  |  |
|  | Rio de Janeiro   | 0                |   | Vasco da Gama | 0                  | 0                  | 0                  |                    |  |          |                               |                               |                               |                               |  |  |
|  |                  |                  |   | Vasco da Gama | 0                  | 0                  | 0                  |                    |  |          |                               |                               |                               |                               |  |  |
|  |                  | Flamengo         | 3 | 3             | 6                  |                    |                    |                    |  |          |                               |                               |                               |                               |  |  |
|  | Flamengo         | Flamengo         | 3 | 3             | 6                  | 17                 |                    |                    |  |          |                               |                               |                               |                               |  |  |
|  | Flamengo         |                  |   |               |                    | 17                 |                    |                    |  |          |                               |                               |                               |                               |  |  |
|  | America          | 0                |   |               |                    |                    |                    |                    |  |          |                               |                               |                               |                               |  |  |

## Premiação
| Campeonato Carioca Feminino de 2022 |
| Rio de Janeiro                      |
| ----------------------------------- |
| BOTAFOGO Campeão (3.º título)       |